# Salomone e la regina di Saba
Salomone e la regina di Saba (Solomon and Sheba) è un film del 1959 diretto da King Vidor.
Il ruolo di Salomone è interpretato da Yul Brynner, che sostituì il primo protagonista, Tyrone Power, morto durante le riprese del film. Alcune inquadrature di Power, in campo lungo, sono rimaste nel montaggio finale. 
Il film venne girato in Spagna, tra gli studi di Madrid e gli esterni nei dintorni di Saragozza. Fu l'ultimo film del cineasta King Vidor e, nonostante il grande successo di pubblico, non raccolse che critiche negative.

## Trama
Dopo la morte di re David, Salomone sale al trono di Israele ma la stabilità del Paese è continuamente in pericolo: da un lato Adonia, fratello maggiore di Salomone, cerca di ottenere il potere che ritiene suo per diritto di nascita, dall'altro la regina di Saba, arrivata a Gerusalemme per conoscere la saggezza del re, in realtà, alleata del faraone d'Egitto. Il piano della regina è quello di distrarre Salomone dal suo dio, in modo da indebolire la sua fede che lei intuisce essere anche la sua forza. Sedotto il re che si rende conto del pericolo cui può andare incontro, i due si innamorano veramente. 

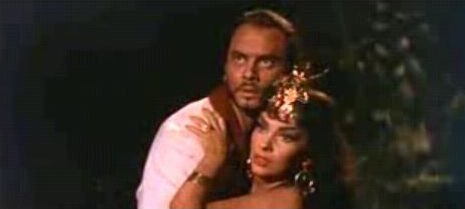
Yul Brynner e Gina Lollobrigida

Sfuggito a un agguato mortale ordito dal fratello, Salomone concede a Sheba di onorare i suoi dei in Terra d'Israele. Durante i riti di fertilità dedicati al dio dell'amore, si scatena un terribile temporale che distrugge le statue degli dei pagani ma anche il tempio innalzato da Salomone, dove si trova la dolce Abisag. La fanciulla, in preghiera, chiede di essere sacrificata al posto del re e rimane uccisa mentre il tempio rovina su sé stesso.
Adonia, scacciato da Israele dopo il tentativo di assassinare il fratello, è riparato in Egitto. Al faraone propone un'alleanza per sferrare il colpo decisivo contro Salomone che è rimasto indebolito dagli ultimi avvenimenti che hanno minato la sua autorità. Alla testa di un esercito egiziano, Adonia si batte contro gli israeliti guidati da Salomone. Questi ultimi non reggono l'urto del potente esercito e si danno alla fuga. Anche se il corpo di Salomone non viene trovato tra i caduti, Adonia è impaziente di impadronirsi della corona. Ordina ai suoi di snidare tutti i nemici e di ucciderli senza pietà. Lui, intanto, si recherà a Gerusalemme, come nuovo re.
La regina di Saba, temendo per il destino di Salomone, esce per le strade della città coperta da un velo, recandosi al tempio: qui, sola nella sala, dichiara di voler abbracciare la vera fede per poi tornare in patria, dove farà opera di proselitismo rinunciando all'amore del re. Nella notte che sta finendo, Salomone, che è rimasto con un manipolo dei suoi, vede ritornare piano piano indietro i soldati che erano fuggiti. Ripreso coraggio, organizza l'attacco per il giorno dopo, chiedendo a tutti di lucidare il proprio scudo.
Quando l'attacco ha luogo, gli ebrei hanno il sole nascente di fronte. Gli egiziani gioiscono perché il sole che sta per salire in cielo renderà cieco il nemico, portando a loro un insperato vantaggio. Lanciati all'attacco, non si rendono conto che il piano di Salomone è proprio quello di usare il potere accecante del sole riflesso dagli scudi dei suoi: la luce che si sprigiona improvvisa ne ottunde la percezione e tutto l'esercito precipita miseramente in una scarpata di cui non si era reso conto.
A Gerusalemme, Adonia si è autoproclamato re. Gli viene riferita la notizia che la regina di Saba ha cercato rifugio nel tempio. Adonia la accusa di essere una meretrice colpevole di tutte le disgrazie accadute e incita il popolo a lapidarla. Sotto la pioggia di pietre, la regina cade. In quel momento, giunge l'armata vincitrice con alla testa Salomone. Adonia muore durante il duello che ingaggia con il fratello. Salomone cerca di soccorrere la regina che si rialza: una voce mistica le dice che potrà tornare a Saba. Miracolosamente, le ferite le si rimarginano. La regina confessa a Salomone che attende un figlio da lui; tornerà dal suo popolo portando con sé il ricordo del re e la sua fede.

## Produzione
Il film fu prodotto con un budget stimato di 5 milioni di dollari dalla Edward Small Productions (con il nome Theme Pictures). Venne girato in Spagna, a Madrid e a Valdespartera, a Saragozza.

## Distribuzione
Distribuito dall'United Artists, il film uscì in anteprima a New York il 24 dicembre 1959. Già il 24 novembre 1959 era stato distribuito in Giappone, seguito da un'uscita in Australia (10 dicembre) e in Francia (18 dicembre). In Italia, fu possibile vederlo dal 21 gennaio 1960.

## Curiosità
- Nel 1978 il film è stato inserito nella lista dei 50 peggiori film di sempre nel libro The Fifty Worst Films of All Time.